# Universo Cinematográfico Marvel: Fase Quatro
A Fase Quatro do Universo Cinematográfico Marvel (MCU) é um grupo de filmes e séries de televisão de super-heróis americanos produzidos pela Marvel Studios com base em personagens que aparecem em publicações da Marvel Comics. A Fase Quatro apresenta todas as produções da Marvel Studios programadas para serem lançadas de 2021 até o final de 2022. É a primeira fase da franquia a incluir séries de televisão, com a Marvel Studios desenvolvendo várias séries de eventos para o serviço de streaming Disney+, além dos filmes que já estava definido para produzir. A série WandaVision deu início à fase, estreou em janeiro de 2021, enquanto Black Widow foi o primeiro filme da fase, estreando em 9 de julho de 2021 pela Walt Disney Studios Motion Pictures. A fase terminará com The Guardians of the Galaxy Holiday Special em dezembro de 2022. O cronograma de lançamento da Fase Quatro foi alterado várias vezes devido à pandemia de COVID-19. Kevin Feige produz todos os filmes e produz executivamente todas as séries nesta fase, ao lado dos produtores Jonathan Schwartz em Shang-Chi and the Legend of the Ten Rings, Nate Moore em Eternals e Black Panther: Wakanda Forever, Amy Pascal em Spider-Man: No Way Home e Brad Winderbaum em Thor: Love and Thunder.
Os filmes da fase incluem Black Widow com Scarlett Johansson retornando como Natasha Romanoff / Viúva Negra, Shang-Chi and the Legend of the Ten Rings estrelando Simu Liu como Shang-Chi, o filme de equipe Eternals, as sequencias Spider-Man: No Way Home, da Sony Pictures, com Tom Holland retornando como Peter Parker / Homem-Aranha, Doctor Strange in the Multiverse of Madness, com Benedict Cumberbatch retornando como Dr. Stephen Strange, Thor: Love and Thunder com Chris Hemsworth retornando como Thor e Black Panther: Wakanda Forever.
As séries de televisão dessa fase foram lançadas na Disney+, contendo WandaVision com Elizabeth Olsen e Paul Bettany nos papéis-título, The Falcon and the Winter Soldier com Anthony Mackie e Sebastian Stan nos papéis-título, Loki estrelado por Tom Hiddleston, série animada What If...? narrado por Jeffrey Wright como Uatu, o Vigia, Hawkeye com Jeremy Renner retornando como Clint Barton / Gavião Arqueiro, Ms. Marvel estrelando Iman Vellani como Kamala Khan / Ms. Marvel, Moon Knight e She-Hulk estrelando Tatiana Maslany. Werewolf by Night estrelado por Gael García Bernal, o especial The Guardians of the Galaxy Holiday Special, e a série de curtas I Am Groot estrelado por Vin Diesel.

## Desenvolvimento

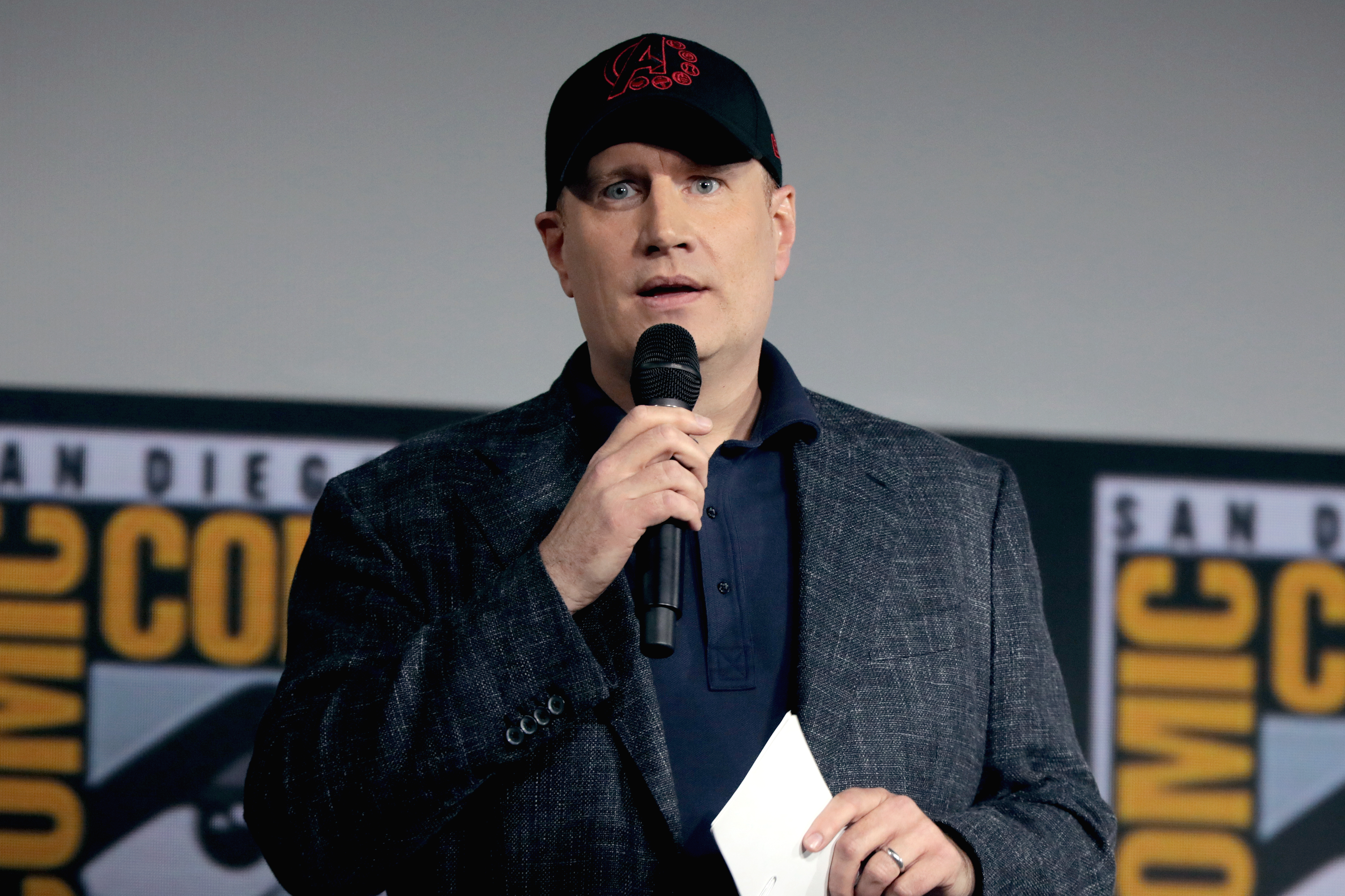
Kevin Feige anunciando a Fase Quatro na San Diego Comic-Con 2019

Em outubro de 2016, a Walt Disney Studios tinha agendado várias datas de lançamento para filmes sem título da Marvel Studios para 2020 e 2021. O presidente da Marvel Studios, Kevin Feige, disse que alguns dos filmes para essas datas já eram conhecidos, explicando: "Nós sabemos o que [filmes] nós gostaria que estivessem em 2020. Ao longo dos anos, para onde pretendemos, tivemos a sorte de geralmente ser a mesma coisa, mas sempre nos damos a oportunidade de balançar, tecer e nos adaptar, se for necessário." Feige não tinha certeza se a Marvel continuaria a agrupar os filmes do MCU em fases uma vez que a Fase Três fosse concluída em 2019, dizendo que "pode ser uma coisa nova", mas em dezembro de 2018, acreditava-se que a Marvel estar usando o termo Fase Quatro. Feige disse que a Marvel esperava revelar alguns filmes futuros após o lançamento de Avengers: Endgame (2019), com o CEO da Walt Disney Company, Bob Iger, posteriormente indicando que a Marvel revelaria sua lista de filmes pós-Vingadores: Ultimato em meados de 2019.
Em novembro de 2017, a Disney estava desenvolvendo uma série de televisão da Marvel especificamente para lançamento em seu novo serviço de streaming Disney+, que estava planejado para ser lançado antes do final de 2019. Em setembro de 2018, foi revelado que a Marvel Studios estava desenvolvendo várias séries limitadas para o serviço, centradas em personagens de "segunda linha" dos filmes MCU que não tinham e provavelmente não iriam estrelar seus próprios filmes; esperava-se que os atores que interpretaram os personagens dos filmes reprisassem seus papéis para a série. As histórias para cada série ainda estavam sendo decididas, mas a série deveria ter de seis a oito episódios cada e ter um "orçamento robusto que rivaliza com o de uma grande produção de estúdio". A série seria produzida pela Marvel Studios ao invés da Marvel Television, que produziu as séries de televisão anteriores ambientadas no MCU. Feige estava assumindo um "papel prático" no desenvolvimento de cada série, focando na "continuidade da história" com os filmes e "lidando" com os atores que iriam reprisar seus papéis nos filmes. Feige afirmou em fevereiro de 2019 que a série seria "inteiramente entrelaçada com o MCU atual, o MCU passado e o futuro do MCU", e um mês depois ele elaborou que a série levaria personagens dos filmes, mude-os e veja essas mudanças refletidas em filmes futuros, ao contrário da relação mais fraca que os filmes têm com a série de televisão da Marvel. Ele também disse que novos personagens introduzidos na série Disney+ poderiam continuar a aparecer em filmes. Em maio, Feige comparou a série Disney+ aos curtas-metragens da Marvel One-Shots que a Marvel Studios havia lançado anteriormente junto com seus filmes, dizendo: "A melhor coisa sobre os One-Shots é que temos que desenvolver outros personagens. É extremamente emocionante que agora temos a série Disney+ onde podemos fazer isso em grande escala ".
Em julho de 2019, o Marvel Studios realizou um painel na San Diego Comic-Con, onde Feige anunciou a lista completa da Fase Quatro. Isso incluiu cinco filmes a serem lançados - Black Widow, Eternals, Shang-Chi and the Legend of the Ten Rings estrelando Simu Liu, Doctor Strange in the Multiverse of Madness e Thor: Love and Thunder - bem como cinco séries de eventos a serem lançadas na Disney+ — The Falcon and the Winter Soldier, WandaVision, Loki, What If...? e Hawkeye. Ele confirmou que haveria conexões entre os filmes e as séries, com os eventos de WandaVision e Loki configurados para se conectar diretamente a Doctor Strange in the Multiverse of Madness. Feige afirmou que esses dez projetos eram a lista completa da Fase Quatro naquele ponto, apesar da Marvel já desenvolver outros projetos naquela época. Um mês depois, no D23, Feige anunciou mais três séries Disney+ que seriam lançadas como parte da ardósia da Fase Quatro: Ms. Marvel, Moon Knight e She-Hulk. Em setembro, a Disney e a Sony Pictures anunciaram que a Marvel Studios e a Feige produziriam um terceiro filme do Homem-Aranha para lançamento durante esta fase.
Black Widow foi removida do cronograma de lançamento da Disney em março de 2020 devido à pandemia de COVID-19. Discutindo esta decisão para a Variety, Adam B. Vary e Matt Donnelly questionaram se o MCU poderia ser mais impactado por este atraso do que outras grandes propriedades devido à natureza interconectada da franquia, embora uma fonte da Marvel Studios tenha dito à dupla que mudar o lançamento do filme data não afetaria o resto do cronograma MCU. Em abril, a Disney mudou toda a sua lista de lançamentos da Fase Quatro, agendando  Viúva Negra para data que Eternals foi programado para ser lançado em novembro de 2020 e movendo todos os seus outros filmes da Fase Quatro de volta na programação para acomodar isso. Mais tarde naquele mês, a Sony atrasou o terceiro filme do Homem-Aranha para novembro de 2021, resultando na Disney ajustando o lançamento de Doctor Strange in the Multiverse of Madness e Thor: Love and Thunder. Em julho de 2020, a Disney confirmou que The Falcon and the Winter Soldier não seriam lançados em agosto de 2020 como planejado, porque a série não tinha concluído as filmagens devido à pandemia de COVID-19, enquanto a Sony adiava o lançamento do terceiro filme do Homem-Aranha para dezembro de 2021. Naquele setembro, WandaVision foi definido para ser a primeira série de televisão lançada para a fase, já que o lançamento de The Falcon and the Winter Soldier foi adiado para 2021 devido aos atrasos na produção, enquanto o lançamento de Black Widow foi adiado para maio 2021, resultando em Eternals e Shang-Chi and the Legend of the Ten Rings também sendo remarcados; isso fez de 2020 o primeiro ano desde 2009 sem um lançamento nos cinemas da Marvel Studios.

## Filmes
| Filme                                       | Lançamento             | Diretor               | Roteirista(s)                                         | Produtor                        |
| ------------------------------------------- | ---------------------- | --------------------- | ----------------------------------------------------- | ------------------------------- |
| Black Widow                                 | 09 de julho de 2021    | Cate Shortland        | Eric Pearson                                          | Kevin Feige                     |
| Shang-Chi and the Legend of the Ten Rings   | 03 de setembro de 2021 | Destin Daniel Cretton | David Callaham, Destin Daniel Cretton e Andrew Lanham | Kevin Feige e Jonathan Schwartz |
| Eternals                                    | 05 de novembro de 2021 | Chloé Zhao            | Chloé Zhao, Patrick Burleigh, Ryan Firpo e Kaz Firpo  | Kevin Feige e Nate Moore        |
| Spider-Man: No Way Home                     | 17 de dezembro de 2021 | Jon Watts             | Chris McKenna e Erik Sommers                          | Kevin Feige e Amy Pascal        |
| Doctor Strange in the Multiverse of Madness | 06 de maio de 2022     | Sam Raimi             | Michael Waldron                                       | Kevin Feige                     |
| Thor: Love and Thunder                      | 08 de julho de 2022    | Taika Waititi         | Taika Waititi e Jennifer Kaytin Robinson              | Kevin Feige e Brad Winderbaum   |
| Black Panther: Wakanda Forever              | 11 de novembro de 2022 | Ryan Coogler          | Ryan Coogler e Joe Robert Cole                        | Kevin Feige                     |

### Black Widow(2021)
Após os eventos de Captain America: Civil War (2016), Natasha Romanoff se encontra sozinha e forçada a confrontar uma conspiração perigosa com laços com seu passado. Perseguido por uma força que não vai parar por nada para derrubá-la, Romanoff deve lidar com sua história como espiã e os relacionamentos rompidos deixados em seu rastro muito antes de se tornar uma Vingadora.
Depois de explorar a história de Natasha Romanoff / Viúva Negra de Scarlett Johansson em Avengers: Age of Ultron (2015), Kevin Feige expressou interesse em explorá-la ainda mais em um filme solo. Em janeiro de 2018, Jac Schaeffer foi contratado para escrever o roteiro, com Cate Shortland contratado para dirigir naquele julho. Ned Benson estava reescrevendo o roteiro em fevereiro próximo. Schaeffer e Benson receberiam crédito pela história do filme, com Eric Pearson sendo creditado pelo roteiro. As filmagens começaram em maio de 2019 na Noruega e no Reino Unido, e durou até aquele Outubro. Black Widow foi lançado em 8 de julho de 2021. Seu lançamento foi adiado de uma data original de maio de 2020 devido a Pandemia de COVID-19.

### Shang-Chi and the Legend of the Ten Rings(2021)
Em dezembro de 2018, a Marvel estava "acelerando" o desenvolvimento de um filme Shang-Chi, que seria seu primeiro filme liderado pela Ásia. O escritor sino-americano David Callaham foi contratado para trabalhar no roteiro, e em março de 2019, a Marvel contratou Destin Daniel Cretton para dirigir o filme. Na San Diego Comic-Con de 2019, Simu Liu foi revelado para o elenco do papel-título, com Tony Leung retratando o Mandarim. As filmagens começaram em fevereiro de 2020, na Austrália, mas foi colocado em pausa em março devido à pandemia de COVID-19. A produção foi retomada no final de julho no início de agosto de 2020. Shang-Chi and the Legend of the Ten Rings está programado para ser lançado em 3 de setembro de 2021.
A organização Dez Anéis foi apresentada ou referenciada em Iron Man (2008), Iron Man 2 (2010), o curta All Hail the King (2014), e Ant-Man (2015). Ben Kingsley retratou Trevor Slattery, um impostor se passando por mandarim, em Iron Man 3 (2013).

### Eternals(2021)
Após uma tragédia inesperada após os eventos de Avengers: Endgame (2019), os Eternos - uma raça alienígena imortal criada por os Celestiais que viveram secretamente na Terra por mais de 7.000 anos - se reúnem para proteger a humanidade de suas contrapartes malignas, os Deviants.
Em abril de 2018, a Marvel se reuniu com vários roteiristas para criar um filme baseado nos Eternos, com foco em uma história de amor entre os personagens Sersi e Ikaris. Um mês depois, Kaz e Ryan Firpo foram contratados para escrever o script do projeto. No final de setembro de 2018, a Marvel contratou Chloé Zhao para dirigir o filme com o título Eternals. As filmagens começaram em julho de 2019, em Londres, e durou até fevereiro de 2020. O elenco principal, encabeçado por Richard Madden como Ikaris, foi anunciado na San Diego Comic-Con de 2019, com Gemma Chan escalado como Sersi um mês depois. O título foi reduzido em agosto de 2020. Eternals está programado para ser lançado em 5 de novembro de 2021.

### Spider-Man: No Way Home(2021)
Em abril de 2017, foi anunciado que um terceiro Homem-Aranha estava planejado, com Peter Parker / Homem-Aranha, com Tom Holland dizendo em junho que o filme se passaria durante o último ano do colégio de Parker. Em julho de 2019, Feige afirmou que o terceiro filme apresentaria "uma história de Peter Parker que nunca foi feita antes no filme" devido à cena dos créditos intermediários em Spider-Man: Far From Home (2019). Em agosto de 2019, a Disney e a Sony pareciam incapazes de chegar a um novo acordo para a Marvel Studios e a Feige continuarem a se envolver nos filmes do Homem-Aranha, mas no mês seguinte, eles anunciaram em conjunto que a Marvel Studios e Feige produziriam o terceiro filme, com Holland. A Sony também contratou os escritores de Far From Home Chris McKenna e Erik Sommers para trabalhar na sequência naquela época. Em junho de 2020, Jon Watts foi confirmado para retornar como diretor. As filmagens estão previstas para começar em outubro de 2020 na cidade de Nova York, e durarão até fevereiro de 2021. As filmagens também ocorrerão em Atlanta, Los Angeles e Islândia. O filme está programado para ser lançado em 17 de dezembro de 2021.
O filme será vinculado a Doctor Strange in the Multiverse of Madness (2022), com Benedict Cumberbatch reprisando seu papel como Dr. Stephen Strange em filmes anteriores do UCM. Jamie Foxx e Andrew Garfield retornarão como Max Dillon / Electro e Peter Parker / Homem-Aranha dos filmes The Amazing Spider-Man, ao lado de Alfred Molina e Kirsten Dunst como Otto Octavius / Doctor Octopus e Mary Jane Watson da trilogia do Homem-Aranha de Sam Raimi.

### Doctor Strange in the Multiverse of Madness(2022)
Em dezembro de 2018, Scott Derrickson havia concluído um acordo para voltar a dirigir uma sequência de Doctor Strange (2016), com Benedict Cumberbatch reprisando o papel-título. O título da sequência foi anunciado oficialmente na San Diego Comic-Con de 2019, junto com a intenção de Derrickson de explorar mais os elementos de terror "gótico" dos quadrinhos do que a primeira parcela . Em outubro de 2019, Jade Bartlett foi contratado para escrever o filme. Em janeiro de 2020, Marvel e Derrickson anunciaram que ele deixaria de dirigir o filme devido a diferenças criativas, mas permaneceria como produtor executivo do filme. Em fevereiro, Sam Raimi entrou em negociações para assumir o cargo de diretor, e o roteirista principal de Loki, Michael Waldron juntou-se ao filme para reescrever o roteiro. Raimi confirmou que seria o diretor em abril de 2020. As filmagens estão previstas para começar no final de outubro ou início de novembro de 2020, em Londres. Doctor Strange in the Multiverse of Madness está programado para ser lançado em 25 de março de 2022.

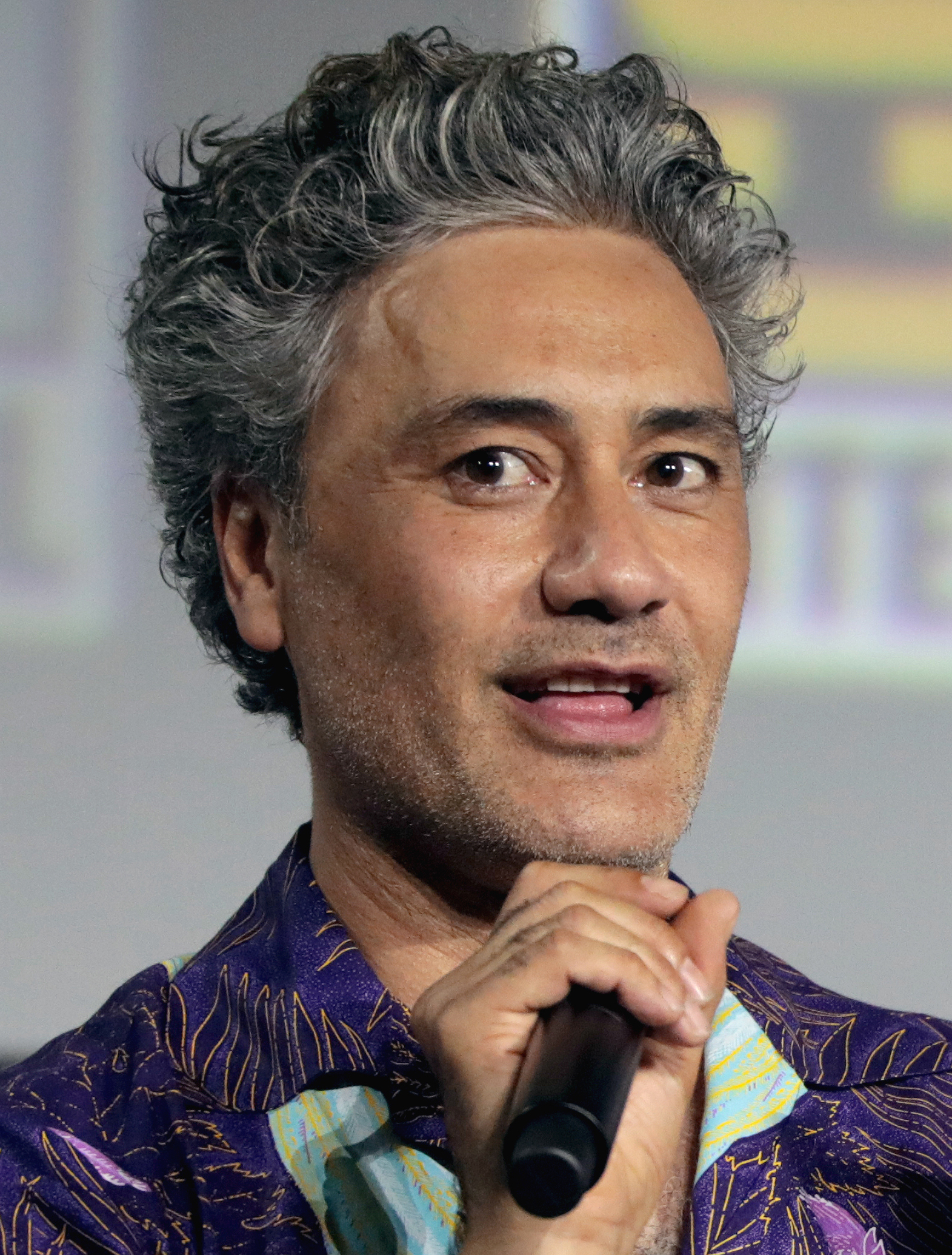
Taika Waititi, o diretor de Thor: Ragnarok e Thor: Love and Thunder

Doctor Strange in the Multiverse of Madness é ambientado após os eventos de Avengers: Endgame. O filme será co-estrelado por Elizabeth Olsen como Wanda Maximoff / Feiticeira Escarlate, e é diretamente criado por sua série Disney+, WandaVision (2021), enquanto Loki e a sequência Homem-Aranha: Longe de Casa também estão ligados ao filme.

### Thor: Love and Thunder(2022)
Em janeiro de 2018, Chris Hemsworth indicou seu interesse em continuar a interpretar o Thor, apesar de seu contrato com a Marvel Studios estar programado para terminar após Avengers: Endgame. Em julho de 2019, Taika Waititi assinou contrato com a Marvel para escrever e dirigir um quarto filme Thor após dirigir anteriormente Thor: Ragnarok (2017). Na San Diego Comic-Con de 2019, o título do filme foi anunciado junto com o retorno de Natalie Portman, que não aparecer em Ragnarok, com sua personagem Jane Foster assumindo o manto de Poderosa Thor no filme. Em fevereiro de 2020, Jennifer Kaytin Robinson foi contratada para co-escrever o roteiro com Waititi. A filmagem está prevista para começar no início de 2021, na Austrália. Thor: Love and Thunder está programado para ser lançado em 6 de maio de 2022.
Os Guardiões da Galáxia serão apresentados no filme. com Chris Pratt repetindo seu papel de Peter Peter Quill.

### Black Panther: Wakanda Forever(2022)
Em outubro de 2018, Ryan Coogler assinou contrato para escrever e dirigir uma sequência de Black Panther (2018), que Kevin Feige confirmou estar em desenvolvimento em meados de 2019 com o título de espaço reservado Pantera Negra II. Os planos para o filme mudaram em agosto de 2020, quando a estrela do Pantera Negra, Chadwick Boseman morreu de câncer de cólon, com seu papel como T'Challa não reformulado. Alguns dos principais membros do elenco que retornaram foram confirmados naquele mês de novembro. As filmagens deverão começar em junho ou julho de 2021 em Atlanta, Geórgia, e durar até seis meses. Black Panther: Wakanda Forever foi lançado em 11 de novembro de 2022.

## Séries de streaming
| Série                             | Temporada | Temporada | Episódios | Originalmente exibida  | Originalmente exibida  | Showrunner(s)    |
| Série                             | Temporada | Temporada | Episódios | Primeira exibição      | Última exibição        | Showrunner(s)    |
| --------------------------------- | --------- | --------- | --------- | ---------------------- | ---------------------- | ---------------- |
| WandaVision                       |           | 1         | 9         | 15 de janeiro de 2021  | 5 de março de 2021     | Jac Schaeffer    |
| The Falcon and the Winter Soldier |           | 1         | 6         | 19 de março de 2021    | 23 de abril de 2021    | Malcolm Spellman |
| Loki                              |           | 1         | 6         | 9 de junho de 2021     | 14 de julho de 2021    | Michael Waldron  |
| What If...?                       |           | 1         | 9         | 11 de agosto de 2021   | 6 de outubro de 2021   | A. C. Bradley    |
| Hawkeye                           |           | 1         | 6         | 24 de novembro de 2021 | 22 de dezembro de 2021 | Jonathan Igla    |
| Moon Knight                       |           | 1         | 6         | 30 de março de 2022    | 4 de maio de 2022      | Jeremy Slater    |
| Ms. Marvel                        |           | 1         | 6         | 8 de junho de 2022     | 13 de julho de 2022    | Bisha K. Ali     |
| She-Hulk: Attorney at Law         |           | 1         | 9         | 18 de agosto de 2022   | 13 de outubro de 2022  | Jessica Gao      |

### WandaVision
Três semanas após os eventos de Avengers: Endgame (2019), Wanda Maximoff e Visão estão vivendo uma vida normal na cidade de Westview, tentando esconder suas verdadeiras identidades. À medida que começam a entrar nas novas décadas, o casal suspeita que as coisas não são o que parecem.
Em setembro de 2018, a Marvel Studios estava desenvolvendo várias séries limitadas centradas em personagens de "segundo nível" dos filmes MCU, incluindo uma série estrelando Elizabeth Olsen como Wanda Maximoff. No final de outubro, esperava-se que Visão de Paul Bettany desempenhasse um grande papel na série, que se concentraria em seu relacionamento. Jac Schaeffer foi contratada para escrever o primeiro episódio e ser a roteirista principal em janeiro de 2019. Em abril de 2019, a Disney e a Marvel anunciaram oficialmente a série com o título WandaVision, com Olsen e Bettany confirmados para estrelar.
As filmagens começaram no início de novembro de 2019, no Pinewood Atlanta Studios em Atlanta, Geórgia, com direção de Matt Shakman, e Jess Hall como diretor de fotografia, mas toda a produção foi interrompida em 14 de março de 2020 devido à pandemia de COVID-19. As filmagens foram retomadas em Los Angeles em setembro de 2020. A produção da série terminou em meados de novembro de 2020.
WandaVision estreou no Disney+ com seus dois primeiros episódios em 15 de janeiro de 2021.

### The Falcon and the Winter Soldier
6 meses depois de receber o manto de Capitão América no final de Avengers: Endgame (2019), Sam Wilson se junta a Bucky Barnes em uma aventura mundial que testa suas habilidades e sua paciência.
No final de outubro de 2018, Malcolm Spellman foi contratado para escrever e ser o roteirista principal de uma minissérie que se concentraria em Sam Wilson / Falcão e Bucky Barnes / Soldado Invernal. A série foi oficialmente anunciada e intitulada em abril de 2019, com Anthony Mackie e Sebastian Stan confirmados para estrelar. As filmagens começaram em 31 outubro de 2019, em Atlanta, Geórgia, com Kari Skogland dirigindo os seis episódios, e P.J. Dillon como diretor de fotografia, mas foram suspensas em março de 2020 devido à pandemia COVID-19. A produção foi retomada em Praga em 10 de outubro de 2020, e encerrada no dia 23 de outubro.
The Falcon and the Winter Soldier foi lançada no Disney+ em 19 de março de 2021.

### Loki (1ª Temporada)
Depois de roubar o Tesseract durante os eventos de Avengers: Endgame, uma versão alternativa de Loki é trazida para a misteriosa Autoridade de Variância Temporal (AVT). Eles dão a Loki uma escolha: ser apagado da existência por ser uma "variante do tempo" ou ajudar a consertar a linha do tempo e impedir uma ameaça maior.
Em novembro de 2018, o CEO da Disney, Bob Iger, confirmou que uma série centrada em Loki estava em desenvolvimento para o Disney+, produzida pela Marvel Studios, e que Tom Hiddleston deveria reprisar seu papel da série de filmes do Universo Cinematográfico Marvel (UCM). Michael Waldron foi contratado como roteirista principal e produtor executivo da série em fevereiro de 2019, e também foi escalado para escrever o primeiro episódio. Em agosto de 2019, Kate Herron foi anunciada como diretora e produtora executiva. As filmagens começaram em janeiro de 2020, no Pinewood Atlanta Studios em Atlanta, Geórgia, com a direção de Herron, e Autumn Durald como diretora de fotografia. A produção da série foi encerrada em meados de dezembro de 2020.
A primeira temporada de Loki estreou no Disney+ em 9 de junho de 2021.

### What If...? (1.ª temporada)
Após a criação do multiverso no final da primeira temporada de Loki, What If ...? explora as várias linhas do tempo alternativas do multiverso em que os principais momentos dos filmes do Universo Cinematográfico Marvel ocorrem de forma diferente, conforme observado pelo Vigia.
Em setembro de 2018, a Marvel Studios estava desenvolvendo uma série animada para o Disney+ baseada nos quadrinhos What If ...?, da Marvel Comics. A.C. Bradley ingressou como roteirista principal em outubro de 2018. Feige explicou com o anúncio da série que os eventos que seriam representados como alterados seriam "momentos cruciais" de todo o UCM. Por exemplo, o primeiro episódio mostra Peggy Carter tomando o soro do super soldado em vez de Steve Rogers. Em julho de 2019, Jeffrey Wright havia sido escolhido como o Vigia, personagem principal que narra a série. Bradley e o diretor Bryan Andrews foram oficialmente anunciados em agosto de 2019. A gravação de voz começou em agosto de 2019 e continuou até o início de 2020. Stephan Franck é o chefe de animação da série, que apresenta o estilo de animação Cel shading, com semelhanças dos personagens baseadas nos atores dos filmes. Ryan Meinerding, chefe de desenvolvimento visual da Marvel Studios, desenvolveu o estilo de animação da série com Andrews.
A primeira temporada de What If...? estreou no Disney+ em 11 de agosto de 2021.

### Hawkeye
Um ano após os eventos de Avengers: Endgame (2019), Clint Barton deve trabalhar junto com Kate Bishop para enfrentar os inimigos de seu passado como Ronin e ainda voltar para sua família a tempo para o Natal.
Em abril de 2019, a Marvel Studios estava desenvolvendo uma série limitada estrelando Jeremy Renner como Clint Barton / Gavião Arqueiro, com o enredo envolvendo Barton passando o manto de Gavião Arqueiro para a personagem Kate Bishop. A série foi anunciada oficialmente na San Diego Comic-Con 2019, juntamente com a presença de Jeremy Renner confirmado para estrelar a série como Barton. Em setembro de 2019, Jonathan Igla foi contratado como roteirista principal da série.  Em julho de 2020, Rhys Thomas foi contratado para dirigir três episódios da série e ser produtor executivo, com a dupla de diretoras Bert & Bertie contratada para dirigir os outros três. As filmagens começaram no início de Dezembro de 2020 na Cidade de Nova York, com Bert & Bertie e Rhys Thomas dirigindo, e Eric Steelberg servindo como diretor de fotografia. Hailee Steinfeld foi confirmada como Kate Bishop em dezembro de 2020. As filmagens terminaram em 21 de abril de 2021. As refilmagens ocorreram em Toronto, Canadá, de 7 a 9 de setembro de 2021.
Hawkeye estreou com seus dois primeiros episódios no Disney+ em 24 de novembro de 2021.

### Moon Knight
Marc Spector, um mercenário que sofre de transtorno dissociativo de identidade, é atraído para um mistério mortal envolvendo deuses egípcios com suas múltiplas identidades, como Steven Grant.
Na D23 Expo 2019, a Marvel Studios anunciou que uma série centrada em Marc Spector / Cavaleiro da Lua estava em desenvolvimento. Em novembro de 2019, Jeremy Slater estava contratado como roteirista principal da série. Mohamed Diab foi contratado para dirigir quatro episódios da série em outubro de 2020. Em janeiro de 2021, a dupla de diretores Justin Benson e Aaron Moorhead se juntaram à série para dirigir os outros dois episódios. As filmagens começaram no final de abril de 2021 na Hungria. Gregory Middleton foi o diretor de fotografia de Diab, e Andrew Droz Palermo foi o de Benson e Moorhead. O Marvel Studios confirmou oficialmente a escalação de Oscar Isaac para o papel principal de Marc Spector em maio de 2021. A produção foi encerrada em 14 de outubro. As filmagens adicionais foram concluída em meados de novembro.
Moon Knight estreou no Disney+ em 30 de março de 2022.

### Ms. Marvel
Kamala Khan, uma fã dos Vingadores, particularmente de Carol Danvers / Capitã Marvel, luta para se encaixar até ganhar seus próprios poderes.
Na D23 Expo 2019, a Marvel Studios anunciou que uma série centrada em Kamala Khan / Ms. Marvel estava em desenvolvimento, com Bisha K. Ali como roteirista principal da série. Em setembro de 2020, Adil El Arbi e Bilall Fallah (creditados como Adil & Bilall) foram contratados para dirigir dois episódios da série, com Meera Menon contratada para dirigir um episódio e Sharmeen Obaid-Chinoy contratada para dirigir três episódios; Menon e Obaid-Chinoy acabaram dirigindo dois episódios cada. Naquele mesmo mês, a novata Iman Vellani foi escalada para o papel principal de Kamala Khan. As filmagens começaram no início de novembro de 2020 no Trilith Studios em Atlanta, Geórgia, com filmagens adicionais em Blackhall Studios e Areu Brothers Studios. Robrecht Heyvaert foi o diretor de fotografia de El Arbi e Fallah, com Carmen Cabana sendo diretora de fotografia de Menon, e Jules O'Loughlin como diretora de fotografia de Obaid-Chinoy. As filmagens foram concluídas na Tailândia em maio de 2021. As refilmagens, com direção de Obaid-Chinoy, ocorreram no final de janeiro de 2022.
Ms. Marvel estreou no Disney+ em 8 de junho de 2022,

### She-Hulk: Attorney at Law
Jennifer Walters tem uma vida complicada como uma advogada solteira de 30 anos que também se torna a super-heroína verde de 2,01m, a Mulher-Hulk.
Na D23 Expo de 2019, a Marvel Studios anunciou que uma série centrada em Jennifer Walters / She-Hulk estava em desenvolvimento. Em novembro de 2019, Jessica Gao foi contratado como redatora principal da série. Em setembro de 2020, Kat Coiro foi contratada para dirigir o primeiro episódio e vários outros, além de atuar como produtora executiva, e Tatiana Maslany foi escalada para o papel principal. As filmagens começaram em 10 de abril de 2021 em Los Angeles, e começaram em 12 de abril no Trilith Studios em Atlanta, Geórgia, com Coiro e Valia dirigindo os episódios da série, e Florian Ballhaus e Doug Chamberlain como diretores de fotografia. As filmagens foram encerradas em 15 de agosto de 2021.
She-Hulk: Attorney at Law estreou no Disney+ em 18 de agosto de 2022.

## Especiais de streaming
| Título                                      | Originalmente exibida  | Diretor(es)       |
| ------------------------------------------- | ---------------------- | ----------------- |
| Werewolf by Night                           | 7 de outubro de 2022   | Michael Giacchino |
| The Guardians of the Galaxy Holiday Special | 25 de novembro de 2022 | James Gunn        |

### Werewolf by Night
Um grupo secreto de caçadores de monstros se reúne na mansão Bloodstone após a morte de seu líder e se envolve em uma misteriosa e mortal competição por uma poderosa relíquia, que os colocará cara a cara com um monstro perigoso.
Em agosto de 2021, a Marvel Studios estava desenvolvendo um especial de televisão de Halloween para o Disney+ que seria focado em no Lobisomem, embora não estivesse claro se a versão de Jack Russell ou Jake Gomez seria apresentada. Gael García Bernal foi escalado para o papel principal em novembro. As filmagens começaram no final de março de 2022 no Trilith Studios em Atlanta, Geórgia, com Michael Giacchino dirigindo o especial, e Zoë White como diretora de fotografia. As filmagens foram concluídas no final de abril de 2022. Em setembro de 2022, Bernal e a atriz Laura Donnelly foram confirmados respectivamente como Jack Russell / Lobisomem e Elsa Bloodstone. Peter Cameron e Heather Quinn co-escreveram o roteiro.
Werewolf by Night foi lançado no Disney+ em 7 de outubro de 2022.

### The Guardians of the Galaxy Holiday Special
Os Guardiões da Galáxia celebram o Natal e partem para a Terra para encontrar o melhor presente para Peter Quill.
Em dezembro de 2020, a Marvel Studios anunciou The Guardians of the Galaxy Holiday Special, escrito e dirigido por James Gunn.  As filmagens começaram em fevereiro de 2022, em Atlanta, Geórgia. As filmagens também ocorreram durante a produção de Guardians of the Galaxy Vol. 3, usando os mesmos sets do filme, que estavam no Trilith Studios. Henry Braham é o diretor de fotografia. O especial terá Chris Pratt, Zoë Saldaña, Dave Bautista, Vin Diesel, Bradley Cooper, Karen Gillan, Pom Klementieff e Sean Gunn reprisando seus papéis dos filmes como os membros dos Guardiões da Galáxia Peter Quill / Star-Lord, Gamora, Drax, o Destruidor, Groot, Rocket, Nebulosa, Mantis e Kraglin Obfonteri, respectivamente. As filmagens terminaram no final de abril de 2022.
The Guardians of the Galaxy Holiday Special foi lançado no Disney+ em 25 de novembro de 2022.

## Elenco e personagens recorrentes
Indicador(es) da lista
Esta seção inclui personagens que aparecerão ou apareceram em vários filmes e/ou séries de televisão na Fase Quatro do Universo Cinematográfico da Marvel e apareceram no bloco de faturamento de pelo menos um filme ou foram membros do elenco principal em pelo menos uma série.
- Uma célula cinza escuro indica que o personagem não estava no filme ou série, ou que a presença do personagem ainda não foi confirmada.
- Um C indica uma convidado especial no filme ou série.
- Um V indica uma função apenas de voz.

| Personagem                            | Filmes               | Séries de Televisão | Animação            |
| ------------------------------------- | -------------------- | ------------------- | ------------------- |
| Bruce Banner Hulk                     |                      | Mark Ruffalo        | Mark RuffaloCV      |
| James "Bucky" Barnes Soldado Invernal |                      | Sebastian Stan      | Sebastian StanCV    |
| Clint Barton Gavião Arqueiro          |                      | Jeremy Renner       | Jeremy RennerCV     |
| Yelena Belova Viúva Negra             | Florence Pugh        | Florence Pugh       |                     |
| Jane Foster Poderosa Thor             | Natalie Portman      |                     | Natalie PortmanCV   |
| Nick Fury                             |                      | Samuel L. Jackson   | Samuel L. JacksonCV |
| Kamala Khan Ms. Marvel                | Iman Vellani         | Iman Vellani        |                     |
| Scott Lang Homem-Formiga              | Paul Rudd            |                     | Paul RuddCV         |
| Loki                                  |                      | Tom Hiddleston      | Tom HiddlestonCV    |
| Wanda Maximoff Scarlet Witch          | Elizabeth Olsen      | Elizabeth Olsen     |                     |
| Nebulosa                              | Karen Gillan         |                     | Karen GillanCV      |
| Hank Pym                              | Michael Douglas      |                     | Michael DouglasGV   |
| Peter Quill Senhor das Estrelas       | Chris Pratt          |                     |                     |
| Monica Rambeau                        | Teyonah Parris       | Teyonah Parris      |                     |
| Dr. Stephen Strange                   | Benedict Cumberbatch |                     |                     |
| Thor                                  | Chris Hemsworth      |                     | Chris HemsworthCV   |

## Recepção da Crítica
Cada filme e série de televisão está vinculado à seção "Recepção da Crítica" de seu artigo.

### Filmes
| Título                                      | Crítica            | Crítica          | Público     |
| Título                                      | Rotten Tomatoes    | Metacritic       | CinemaScore |
| ------------------------------------------- | ------------------ | ---------------- | ----------- |
| Black Widow                                 | 79% (438 críticas) | 68 (58 críticas) | A−          |
| Shang-Chi and the Legend of the Ten Rings   | 91% (321 críticas) | 71 (52 críticas) | A           |
| Eternals                                    | 47% (370 críticas) | 52 (62 críticas) | B           |
| Spider-Man: No Way Home                     | 93% (338 críticas) | 71 (58 críticas) | A+          |
| Doctor Strange in the Multiverse of Madness | 74% (445 criticas) | 60 (65 críticas) | B+          |
| Thor: Love and Thunder                      | 64% (422 críticas) | 57 (64 críticas) | B+          |
| Black Panther: Wakanda Forever              | 84% (379 críticas) | 67 (62 críticas) | A           |

### Séries de Televisão
| Título                            | Temporada | Rotten Tomatoes    | Metacritic       |
| --------------------------------- | --------- | ------------------ | ---------------- |
| WandaVision                       | 1         | 91% (411 críticas) | 77 (43 críticas) |
| The Falcon and the Winter Soldier | 1         | 84% (335 críticas) | 74 (32 críticas) |
| Loki                              | 1         | 92% (330 críticas) | 74 (32 críticas) |
| What If...?                       | 1         | 94% (102 críticas) | 69 (16 críticas) |
| Hawkeye                           | 1         | 92% (176 críticas) | 66 (27 críticas) |
| Moon Knight                       | 1         | 86% (242 críticas) | 69 (27 críticas) |
| Ms. Marvel                        | 1         | 98% (305 críticas) | 78 (23 críticas) |
| She-Hulk: Attorney at Law         | 1         | 79% (614 críticas) | 67 (26 críticas) |

### Especiais
| Título                                      | Rotten Tomatoes    | Metacritic       |
| ------------------------------------------- | ------------------ | ---------------- |
| Werewolf by Night                           | 89% (114 críticas) | 69 (17 críticas) |
| The Guardians of the Galaxy Holiday Special | 94% (63 críticas)  | 80 (9 críticas)  |

Antes da estreia de WandaVision para começar a fase 4, Julia Alexander, do The Verge, se perguntou se os estúdios da Marvel estariam saturando demais seu conteúdo, dizendo que ter essencialmente "algo novo da Marvel a cada semana (em 2021) é uma bênção ou uma maldição", dependendo de como os espectadores se sentem sobre o MCU. Enquanto Alexander sentia que o cansaço da franquia era possível, ela disse que a maior preocupação da Marvel Studios e da Disney era perder a confiança da base de fãs, apontando para a Nova trilogia de Star Wars (2015-2019) como exemplo de grande parte dos fãs que não está satisfeita com a qualidade do conteúdo. Alexander foi encorajado pelo fato de que Feige estava liderando o desenvolvimento das séries do Disney+, ao contrário da série de televisão anterior da Marvel sendo separada dos filmes MCU e liderada por Jeph Loeb da Marvel Television, e que o estúdio "só precisa continuar fazendo o que já estava fazendo" para que o "mesmo nível de atenção" seja dado à criação das histórias abrangente dos filmes anteriores a serem aplicadas às séries do Disney+.

## Mídia relacionada

### Marvel Studios: Legends
Anunciada em dezembro de 2020, esta série examina heróis, vilões e momentos individuais do Universo Cinematográfico Marvel e como eles se conectam, em antecipação às próximas histórias que os apresentarão na Fase Quatro. Os dois primeiros episódios foram lançados na Disney+ em 8 de janeiro de 2021.

### Assembled
Em fevereiro de 2021, foi anunciada a série documental Assembled. Cada especial vai aos bastidores da produção dos filmes e séries de televisão MCU com membros do elenco e criativos adicionais. O primeiro especial, Assembled: The Making of WandaVision, será lançado no Disney+ em 12 de março de 2021. Especiais adicionais para The Falcon and the Winter Soldier, Loki, Hawkeye e Black Widow também foram anunciados.

### I Am Groot
Em dezembro de 2020, I Am Groot, uma série de curtas-metragens estrelada por Baby Groot, foi anunciada para o Disney+.

### Revista em quadrinhos
| Título                       | Publicações | Data de publicação    | Data de publicação      | Escritor(es) | Artista(s) |
| Título                       | Publicações | Primeira publicação   | Última publicação       | Escritor(es) | Artista(s) |
| ---------------------------- | ----------- | --------------------- | ----------------------- | ------------ | ---------- |
| Marvel's Black Widow Prelude | 2           | 15 de janeiro de 2020 | 19 de fevereiro de 2020 | Peter David  | C.F. Villa |